# Верхнее Инхело
Верхнее Инхело, Чабакоро (карат. ЧIабакъара, Каъа Энххели) — село в Ахвахском районе Дагестана, административный центр сельского поселения Верхнеинхелинского сельсовета.

## География
Село расположено на реке Ахвах (бассейн реки Андийское Койсу), в 12 км к северу от районного центра — села Карата.

## Население
| 1869 | 1888 | 1895 | 1926 | 1939 | 1970 | 1989 |
| ---- | ---- | ---- | ---- | ---- | ---- | ---- |
| 277  | ↗403 | ↘300 | ↘41  | ↘32  | ↗418 | ↗742 |
| 2002 | 2010 | 2021 |      |      |      |      |
| ↘350 | ↗397 | ↗509 |      |      |      |      |

Верхнее Инхело - одно из каратинских сел в Ахвахском районе.  

## Хозяйство села
- Производство ларей и др. изделий из дерева.
- Верхне-Инхелинская ГЭС (работала 1943-70).